# Unabhängiger Sportclub Münster 2023-2024
Questa voce raccoglie le informazioni riguardanti l'Unabhängiger Sportclub Münster nelle competizioni ufficiali della stagione 2023-2024.

## Stagione
L'Unabhängiger Sportclub Münster partecipa alla stagione 2023-24 senza alcuna denominazione sponsorizzata.
Partecipa alla 1. Bundesliga, classificandosi al settimo posto in regular season: si classifica ai play-off dopo il turno intermedio, perdendo ai quarti di finale dal MTV Stoccarda. Viene invece eliminato agli ottavi di finale in Coppa di Germania, sconfitto dal Vilsbiburg.

## Organigramma societario
Area direttiva
- Presidente: Jürgen Aigner

Area tecnica
- Allenatore: Lisa Thomsen
- Allenatore in seconda: Matthias Pack
- Scoutman: Kiyarash Maleki

Area sanitaria
- Medico: Christian Fechtrup, Frederick Galla, Rieke Herzog
- Fisioterapista: Constantin Lingenfelser, Maximilian Schmidt, Friedrich Tewinkel

## Rosa
| N° | Nome                | Ruolo | Data di nascita   | Nazionalità sportiva |
| -- | ------------------- | ----- | ----------------- | -------------------- |
| 1  | Zoe Fleck           | L     | 29 settembre 2000 | Stati Uniti          |
| 2  | Lara-Marie Schaefer | L     | 6 maggio 2006     | Germania             |
| 3  | Elise Petit         | S     | 8 ottobre 1999    | Canada               |
| 4  | Jenna Ewert         | P     | 8 febbraio 2000   | Stati Uniti          |
| 6  | Demi Korevaar       | C     | 9 agosto 2000     | Paesi Bassi          |
| 7  | Elena Kömmling      | S     | 1º gennaio 2000   | Germania             |
| 8  | Luisa van Clewe     | C     | 24 febbraio 2003  | Germania             |
| 9  | Emilia Jordan       | P     | 26 luglio 2005    | Germania             |
| 10 | Amalie Jørgensen    | C     | 4 luglio 2000     | Danimarca            |
| 11 | Rica Maase          | O     | 22 novembre 1999  | Germania             |
| 12 | Gloria Mutiri       | O     | 3 agosto 2000     | Stati Uniti          |
| 13 | Sina Siebert        | S     | 23 dicembre 2005  | Germania             |
| 15 | Mia Kirchhoff       | S     | 10 settembre 2004 | Germania             |
| 16 | Mikala Mogensen     | S     | 3 ottobre 2001    | Danimarca            |

## Mercato
| Acquisti | Acquisti         | Acquisti             | Acquisti   |
| R.       | Nome             | da                   | Modalità   |
| -------- | ---------------- | -------------------- | ---------- |
| P        | Jenna Ewert      | Suhl                 | definitivo |
| P        | Emilia Jordan    | Dingolfing           | definitivo |
| C        | Amalie Jørgensen | Tchalou              | definitivo |
| C        | Demi Korevaar    | Erfurt               | definitivo |
| O        | Rica Maase       | Potsdam              | definitivo |
| O        | Gloria Mutiri    | Atenienses de Manatí | definitivo |
| S        | Elise Petit      | British Columbia     | definitivo |

| Cessioni                               | Cessioni           | Cessioni           | Cessioni   |
| R.                                     | Nome               | a                  | Modalità   |
| -------------------------------------- | ------------------ | ------------------ | ---------- |
| P                                      | Meghan Barthel     | Markkleeberg       | definitivo |
| C                                      | Nele Broszat       | West Virginia      | definitivo |
| L                                      | Anna Church        | Vegas Thrill       | definitivo |
| O                                      | Nikolina Maroš     | -                  | ritirata   |
| C                                      | Daniela Öhman      | Vandœuvre Nancy    | definitivo |
| S                                      | María Schlegel     | Athletes Unlimited | definitivo |
| O                                      | Iris Scholten      | Shenzhen           | definitivo |
| C                                      | Juliane Langgemach | -                  | ritirata   |
| P                                      | Kateřina Valková   | UYBA               | definitivo |
| Trasferimenti nel corso della stagione |                    |                    |            |
| O                                      | Rica Maase         | Potsdam            | definitivo |
| S                                      | Elise Petit        | British Columbia   | definitivo |

## Risultati

### 1. Bundesliga

#### Girone di andata
| 1ª giornata - 7 ottobre 2023 Sporthalle Wolfsgrube, Suhl                   | Suhl       | 3 - 0 | Münster       | 25-12, 25-15, 25-16        |
| 2ª giornata - 11 ottobre 2023 Sporthalle Berg Fidel, Münster               | Münster    | 0 - 3 | MTV Stoccarda | 22-25, 11-25, 16-25        |
| 3ª giornata - 30 dicembre 2023 Margon Arena, Dresda                        | Dresdner   | 3 - 1 | Münster       | 25-17, 21-25, 25-23, 25-19 |
| 4ª giornata - 28 ottobre 2023 Sporthalle Berg Fidel, Münster               | Münster    | 3 - 0 | PTSV Aachen   | 25-9, 25-19, 25-21         |
| 5ª giornata - 11 novembre 2023 ARENA Schwerin, Schwerin                    | Schweriner | 3 - 0 | Münster       | 25-17, 25-17, 25-19        |
| 6ª giornata - 18 novembre 2023 Sporthalle Berg Fidel, Münster              | Münster    | 0 - 3 | Potsdam       | 24-26, 20-25, 17-25        |
| 7ª giornata - 25 novembre 2023 Platz der Deutschen Einheit, Wiesbaden      | Wiesbaden  | 3 - 1 | Münster       | 17-25, 25-18, 25-20, 33-31 |
| 8ª giornata - 2 dicembre 2023 Sporthalle des Rhein-Wied-Gymnasium, Neuwied | Neuwied    | 0 - 3 | Münster       | 14-25, 17-25, 19-25        |
| 9ª giornata - 9 dicembre 2023 Sporthalle Berg Fidel, Münster               | Münster    | 3 - 1 | Vilsbiburg    | 25-17, 25-20, 15-25, 25-22 |

#### Girone di ritorno
| 10ª giornata - 16 dicembre 2023 Sporthalle Berg Fidel, Münster          | Münster       | 0 - 3 | Suhl       | 20-25, 16-25, 22-25               |
| 11ª giornata - 23 dicembre 2023 SCHARRena, Stoccarda                    | MTV Stoccarda | 3 - 2 | Münster    | 17-25, 25-18, 25-19, 23-25, 15-11 |
| 12ª giornata - 21 ottobre 2023 Sporthalle Berg Fidel, Münster           | Münster       | 0 - 3 | Dresdner   | 18-25, 18-25, 18-25               |
| 13ª giornata - 17 gennaio 2024 Sporthalle Neuköllner Straße, Aquisgrana | PTSV Aachen   | 3 - 1 | Münster    | 25-19, 32-30, 23-25, 25-16        |
| 14ª giornata - 13 gennaio 2024 Sporthalle Berg Fidel, Münster           | Münster       | 1 - 3 | Schweriner | 25-22, 19-25, 20-25, 11-25        |
| 15ª giornata - 3 gennaio 2024 MBS Arena Potsdam, Potsdam                | Potsdam       | 0 - 3 | Münster    | 19-25, 21-25, 12-25               |
| 16ª giornata - 24 gennaio 2024 Sporthalle Berg Fidel, Münster           | Münster       | 1 - 3 | Wiesbaden  | 25-23, 19-25, 16-25, 25-27        |
| 17ª giornata - 27 gennaio 2024 Sporthalle Berg Fidel, Münster           | Münster       | 3 - 0 | Neuwied    | 25-11, 25-21, 25-16               |
| 18ª giornata - 3 febbraio 2024 Ballsporthalle, Vilsbiburg               | Vilsbiburg    | 1 - 3 | Münster    | 21-25, 18-25, 25-23, 22-25        |

#### Turno intermedio - Gruppo B (6-9)
| 1ª giornata - 10 febbraio 2024 Platz der Deutschen Einheit, Wiesbaden   | Wiesbaden   | 3 - 0 | Münster     | 30-28, 26-24, 25-12              |
| 2ª giornata - 14 febbraio 2024 Sporthalle Neuköllner Straße, Aquisgrana | PTSV Aachen | 1 - 3 | Münster     | 23-25, 21-25, 25-17, 24-26       |
| 3ª giornata - 18 febbraio 2024 Sporthalle Berg Fidel, Münster           | Münster     | 2 - 3 | Vilsbiburg  | 25-22, 18-25, 25-14, 12-25, 8-15 |
| 4ª giornata - 24 febbraio 2024 Sporthalle Berg Fidel, Münster           | Münster     | 3 - 0 | Wiesbaden   | 25-19, 25-19, 25-20              |
| 5ª giornata - 10 marzo 2024 Sporthalle Berg Fidel, Münster              | Münster     | 3 - 1 | PTSV Aachen | 25-20, 25-27, 25-21, 25-20       |
| 6ª giornata - 15 marzo 2024 Ballsporthalle, Vilsbiburg                  | Vilsbiburg  | 1 - 3 | Münster     | 18-25, 25-20, 21-25, 21-25       |

#### Play-off scudetto
| Quarti di finale (gara 1) - 23 marzo 2024 SCHARRena, Stoccarda           | MTV Stoccarda | 3 - 1 | Münster       | 25-19, 26-28, 25-18, 25-20 |
| Quarti di finale (gara 2) - 28 marzo 2024 Sporthalle Berg Fidel, Münster | Münster       | 0 - 3 | MTV Stoccarda | 19-25, 18-25, 22-25        |

### Coppa di Germania
| Ottavi di finale - 4 novembre 2023 Sporthalle Berg Fidel, Münster Durata: 1h:50 - Spettatori: 961 | Münster | 1 - 3 | Vilsbiburg | 25-16, 21-25, 22-25, 25-27 |

## Statistiche

### Statistiche di squadra
| Competizione      | Punti | In casa | In casa | In casa | In trasferta | In trasferta | In trasferta | Totale | Totale | Totale |
| Competizione      | Punti | G       | V       | P       | G            | V            | P            | G      | V      | P      |
| ----------------- | ----- | ------- | ------- | ------- | ------------ | ------------ | ------------ | ------ | ------ | ------ |
| 1. Bundesliga     | 19/19 | 13      | 5       | 8       | 13           | 5            | 8            | 26     | 10     | 16     |
| Coppa di Germania | -     | 1       | 0       | 1       | 0            | 0            | 0            | 1      | 0      | 1      |
| Totale            | -     | 14      | 5       | 9       | 13           | 5            | 8            | 27     | 10     | 17     |

G = partite giocate; V = partite vinte; P = partite perse

### Statistiche dei giocatori
| Giocatrice   | 1. Bundesliga | 1. Bundesliga | 1. Bundesliga | 1. Bundesliga | 1. Bundesliga | Coppa di Germania | Coppa di Germania | Coppa di Germania | Coppa di Germania | Coppa di Germania | Totale | Totale | Totale | Totale | Totale |
| Giocatrice   | P             | PT            | AV            | MV            | BV            | P                 | PT                | AV                | MV                | BV                | P      | PT     | AV     | MV     | BV     |
| ------------ | ------------- | ------------- | ------------- | ------------- | ------------- | ----------------- | ----------------- | ----------------- | ----------------- | ----------------- | ------ | ------ | ------ | ------ | ------ |
| J. Ewert     | 25            | 92            | 56            | 11            | 25            | 1                 | 2                 | 2                 | 0                 | 0                 | 26     | 94     | 58     | 11     | 25     |
| Z. Fleck     | 25            | 0             | 0             | 0             | 0             | 1                 | 0                 | 0                 | 0                 | 0                 | 26     | 0      | 0      | 0      | 0      |
| E. Jordan    | 22            | 11            | 3             | 3             | 5             | 1                 | 0                 | 0                 | 0                 | 0                 | 23     | 11     | 3      | 3      | 5      |
| A. Jørgensen | 23            | 160           | 112           | 34            | 14            | 1                 | 1                 | 1                 | 0                 | 0                 | 24     | 161    | 113    | 34     | 14     |
| M. Kirchhoff | 19            | 51            | 48            | 2             | 1             | 1                 | 0                 | 0                 | 0                 | 0                 | 20     | 51     | 48     | 2      | 1      |
| E. Kömmling  | 25            | 247           | 208           | 21            | 18            | 1                 | 21                | 18                | 1                 | 2                 | 26     | 268    | 226    | 22     | 20     |
| D. Korevaar  | 9             | 13            | 6             | 5             | 2             | 1                 | 3                 | 2                 | 1                 | 0                 | 10     | 16     | 8      | 6      | 2      |
| R. Maase     | 13            | 63            | 59            | 2             | 2             | 1                 | 4                 | 4                 | 0                 | 0                 | 14     | 67     | 63     | 2      | 2      |
| M. Mogensen  | 25            | 246           | 201           | 34            | 11            | 1                 | 18                | 15                | 2                 | 1                 | 26     | 264    | 216    | 36     | 12     |
| G. Mutiri    | 25            | 310           | 289           | 17            | 4             | 1                 | 11                | 9                 | 1                 | 1                 | 26     | 321    | 298    | 18     | 5      |
| E. Petit     | 8             | 19            | 13            | 5             | 1             | 0                 | 0                 | 0                 | 0                 | 0                 | 8      | 19     | 13     | 5      | 1      |
| L. Schaefer  | 4             | 0             | 0             | 0             | 0             | 1                 | 0                 | 0                 | 0                 | 0                 | 5      | 0      | 0      | 0      | 0      |
| S. Siebert   | 0             | 0             | 0             | 0             | 0             | -                 | -                 | -                 | -                 | -                 | 0      | 0      | 0      | 0      | 0      |
| L. van Clewe | 25            | 170           | 130           | 25            | 15            | 1                 | 8                 | 7                 | 1                 | 0                 | 26     | 178    | 137    | 26     | 15     |

P = presenze; PT = punti totali; AV = attacchi vincenti; MV = muri vincenti; BV = battute vincenti